# Blackbird (sång av The Beatles)
"Blackbird" (Lennon/McCartney) är en låt av The Beatles från 1968. Låten spelas i filmen Across the Universe.

## Låten och inspelningen
|  |
|  |

Denna akustiska låt spelade Paul McCartney in på egen hand under en sextimmarssession den 11 juni 1968 i Studio 2 på Abbey Road, samtidigt som John Lennon befann sig i Studio 3 bredvid och jobbade med sitt ljudkollage "Revolution 9". Gitarrackompanjemanget i "Blackbird" är inspirerat av Bachs "Bourrée" i e-moll. Under inspelningarna 1968 kom McCartney i allt högre grad att ensam spela in låtar som officiellt var gruppkompositioner. Låten kom med på LP:n The Beatles, som utgavs i England och USA den 22 november respektive 25 november 1968.
Låtens första stroferna lyder:
| ” | Blackbird singing in the dead of night Take these broken wings and learn to fly All your life You were only waiting for this moment to arise | „ |